# 이시도르 베르헤이든
이시도르 베르헤이든(Isidore Verheyden, 1846년 1월 24일~1905년 11월 1일)은 풍경화, 초상화, 정물화를 주로 그린 벨기에의 화가이다.
그는 화가 장프랑수아 베르헤이든의 아들이었고, 브뤼셀 왕립 미술 아카데미에서 그의 첫 번째 선생님은 벨기에의 풍경화가인 조제프 퀴노였으며, 1866년에 그는 장프랑수아 포르타엘의 스튜디오에 들어가 본격적으로 그림을 공부했다. 그는 또한 풍경화가인 테오도르 바론 밑에서 공부하여 안나 보흐를 가르쳤다.

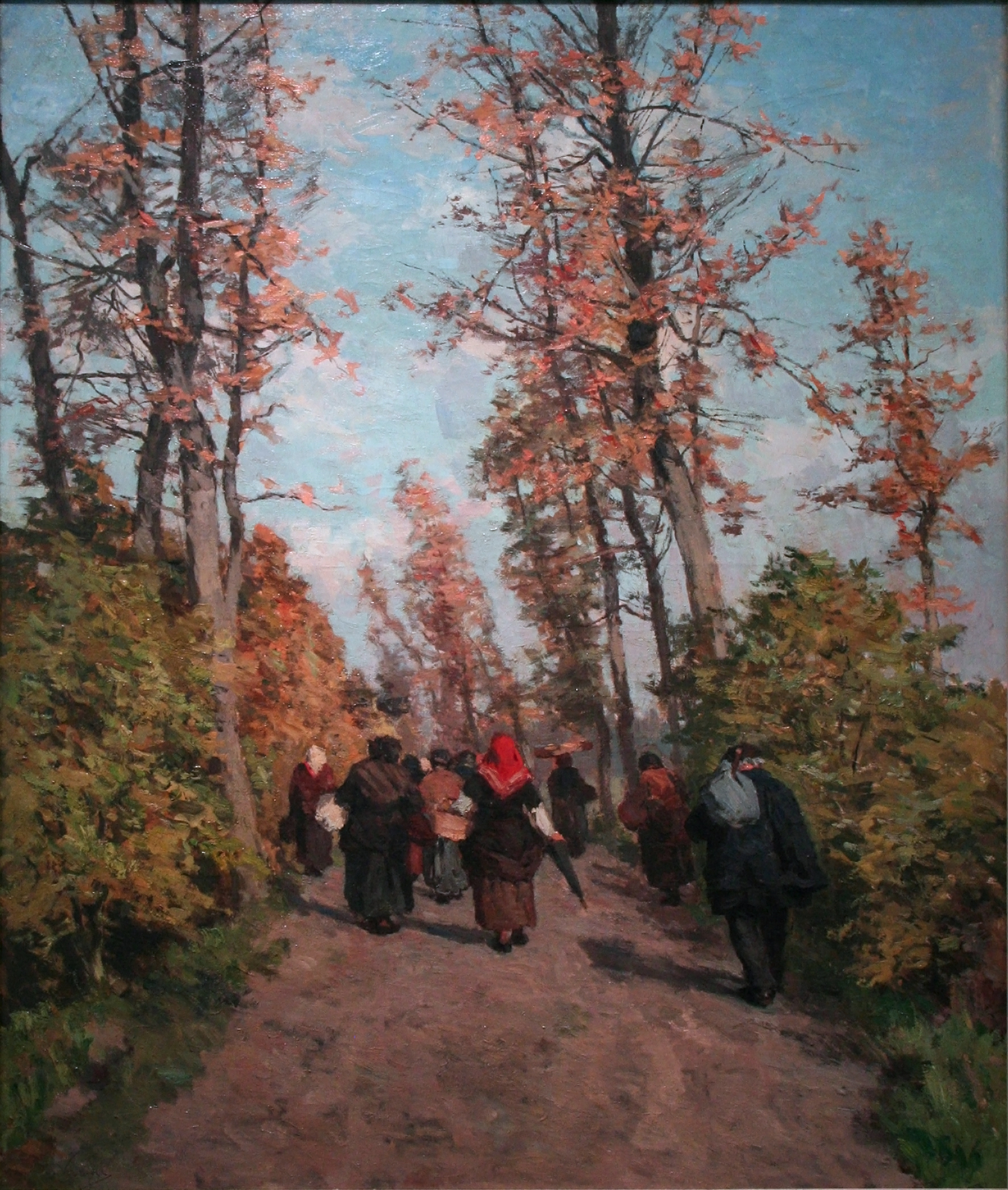
《시장에서 돌아오는 길》, 엠 박물관

베르헤이든은 1868년 브뤼셀의 반학술적 단체인 자유 미술 협회(Société Libre des Beaux-Arts)의 창립 멤버였고, 1884년부터 1886년까지는 레뱅(Les XX)의 멤버였다.